# Назаретьян Давід Едуардович
Назаретьян Давід Едуардович (нар. 10 січня 1993, Воронеж, Російська Федерація — пом. 27 січня 2023, с. Іванівське, Донецька область) — письменник, музикант, волонтер, солдат Збройних Сил України, учасник російсько-української війни, який загинув під час російського вторгнення в Україну.

## Життєпис
Давід Назаретьян народився 10 січня 1993 року в м. Воронеж. 
У 1994 році він з сім'єю переїхав на батьківщину батька до м. Мелітополя, Запорізької області.
Навчався в Навчально-виховному комплексі № 16 в Мелітополі, яку закінчив у 2010 році. 
З дитинства разом з батьком професійно займався дайвінгом та у віці 15 років став наймолодшим сертифікованим дайвінг-майстром у системі SeaDeep (Франція).
Після закінчення школи вступив спочатку до Запорізького національного університету, а згодом до Харківської державної академії дизайну та мистецтв на магістратуру.
Протягом навчання працював за фахом у сімейній фірмі з виготовлення меблів, предметів інтер’єру зі скла та дзеркал.  
Мав незакінчену музичну освіту: співав, писав пісні, грав на усіх видах гітар. Улюблений інструмент - укулеле. 
Цікавився філософією, медициною, пробував стати письменником (написав роман-фентезі, який так і не встиг видати).
У 2021 році виграв грін-карту та виїхав на ПМП до Сполучених Штатів Америки, в тому числі з метою обстеження хвороби, яку в Україні ніхто не лікував. 
З початком російського вторгнення в Україну у лютому 2022 року почав волонтерити й збирати гуманітарну допомогу в США для передачі її в Україну. В травні того року повернувся до Харкова, де почав співпрацювати з рятувальниками.
Вивозив людей з-під обстрілів, тіла загиблих, купував машини для волонтерів, їжу та ліки для постраждалих цивільних. Під час евакуацій двічі потрапляв під обстріл в районі Салтівки.
В липні 2022 року, попри захворювання, через яке він був виключений з військового обліку, Давід підписав контракт зі Збройними силами України й долучився до 113-ї окремої бригади територіальної оборони ЗСУ на посаду оператора-розвідника розвідувального взводу. 
Під виконання бойового завдання 27 січня 2023 року разом з побратимами попав під мінометний обстріл у селищі Іванівське, Донецької області. Давід загинув від прямого попадання міномета й отримав травми несумісні з життям. 
Похований в місті Запоріжжя.
У загиблого залишилися батьки.

## Нагороди
З представленням командира військової частини Є.І. Задорожного Всеукраїнське обʼєднання "Країна" нагородило Давіда медаллю "Незламним героям російсько-української війни" (наказ №386 від 13.10.2022), а також медаллю "Медаль 113 ОБр ТрО" (02.12.2022).
У вересні 2023 року відповідно до указу Президента України №553/2023 Назаретьяна Давіда за особисту мужність і самовідданість, виявлені у захисті державного суверенітету та територіальної цілісності України, вірність військовій присязі було посмертно відзначено державною нагородою: орденом «За мужність» III ступеня.
У листопаді 2023 року за розпорядженням №532 Мелітопольського міського голови Івана Федорова Назаретьяна Давіда було нагороджено нагрудним знаком «За звитягу та незламність».